# Galeote Pereira
Galeote Pereira (ou Galiote Pereira) était un soldat et marchand portugais du XVIe siècle. Il a passé plus de trois années dans les provinces chinoises du Fujian et du Guangxi après avoir été capturé par les autorités chinoises lors d'une opération anti-piraterie. Le récit qu'il a écrit après avoir fui la Chine est l'un des premiers récits connus d'un occidental sur la Chine Ming ; en effet, il s'agit de la première observation détaillée de cette civilisation par un visiteur européen laïc (non clérical) depuis celle de Marco Polo.

## Biographie
Pereira est le fils de Fernão Pereira et de sa seconde épouse Maria de Berredo, il serait né vers 1510. En 1534 il embarque vers l'Inde et en 1548 lui et d'autres militaires portugais ont aidé à défendre le royaume siamois d'Ayutthaya contre l'armée d'invasion du roi Tabinshwehti de Pegu lors de la guerre birmane-siamoise (1548-1549), introduisant la guerre moderne dans la région.

Empereur Jiajing

Pereira s'est transformé en marchand à la demande de Diogo Pereira un ami du missionnaire François Xavier. Il était à bord d'une des jonques portugaises saisies en mars 1549 près de la péninsule de Dongshan lors de la campagne d'extermination des pirates de l'empereur Jiajing, activement menée par le gouverneur du Fujian, Zhu Wan. Lors de l'arrestation plusieurs membres de l'équipage sont tués parmi eux des portugais ainsi que leurs esclaves et 90 marins chinois. Les survivants  ont été incarcérés à Fuzhou.
Pendant et après son procès, les détenus ont dû sortir "de nombreuses fois ... pour être amenés dans les palais des nobles et être vus d'eux et de leurs épouses", ce qui a permis à Pereira de voir en détail Fuzhou. Heureusement pour Pereira et d'autres Portugais survivants (et leurs compagnons, venant de diverses parties de l'empire colonial portugais en Asie), l'ennemi de Zhu Wan à la cour impériale a appris des irrégularités dans l'exécution des prisonniers et le traitement des prisonniers capturés. Des inspecteurs sont arrivés de Pékin, à la suite de l'enquête un certain nombre de fonctionnaires ont été démis de leurs fonctions et punis; Zhu Wan lui-même s'est suicidé. Le procés revu, les portugais condamnés en première instance à une peine de prison perpétuelle à Fuzhou ont été envoyés en exil, dans divers endroits autour de Guilin, Guizhou.
Avec l'aide des marchands portugais de Canton, de nombreux exilés ont réussi à fuir, grâce à des pots-de-vin. Pereira était l'un de ces évadés. On sait qu'à la mi-février 1553, il se trouvait déjà sur l'île de Shangchuan, assistant à l'exhumation de la dépouille intacte de François Xavier.

## Le récit de Pereira
On ne sait pas quand Pereira a écrit son récit pour la première fois. Le plus ancien manuscrit connu de ses notes date de 1561. Il s'agit d'une copie réalisée par des élèves indiens des jésuites du Collège Saint-Paul de Goa, et envoyée à l'un des bureaux centraux des jésuites en Europe. Alors que le texte portugais original, intitulé "Algũas cousas sabidas da China . . ." ("Quelques choses connues de Chine ...") n'a pas été publié à l'époque, sa traduction italienne (légèrement abrégée) est apparue à Venise en 1565 dans un livre contenant un certain nombre d'autres rapports envoyés par des jésuites d'Inde. Une traduction anglaise de ce texte italien, faite par un ancien jésuite anglais Richard Willis, fut imprimée en 1577, dans l' Histoire de Travayle dans les Indes occidentales et orientales, sous le titre "Certains rapports de la province de Chine, appris par les Portugals là-bas emprisonnés"., et principalement par la relation de Galeote Pereira, un gentilhomme de bonne réputation, qui était prisonnier dans ce pays de nombreuses années. Fait en italien par RW". La traduction de Willis a été réimprimée un certain nombre de fois.

### Contenu du récit
L'organisation du récit de Pereira est quelque peu chaotique: ce n'est ni un récit strictement chronologique décrivant une chaîne d'événements (un « récit de voyage » ou un « mémoire »), ni un traité décrivant divers aspects de la Chine dans un ordre logique (comme plus tard la taille d'un livre seraient des œuvres de Gaspar da Cruz, Bernardino de Escalante ou Juan González de Mendoza ). Il à toutefois le mérite d'être un récit simple, véridique sans aucune exagération, entrecoupé de détails géographiques et de références à sa propre expérience, il y a une bonne quantité d'informations sur l'administration du pays, les titres et les rôles de divers responsables gouvernementaux, ainsi qu'une description du système judiciaire.
Le manuscrit de Pereira commence dans le style d'un aperçu géographique et commence par énumérer les provinces chinoises, indiquant qu'il y en a 13, donnant les noms de 11 d'entre elles et une brève information sur certaines.
Il procède ensuite à une brève description des villes chinoises dont « les rues sont merveilleuses à voir » et qui sont ornées de nombreux « arcs de triomphe » , et des campagnes densément peuplées et intensivement cultivées. Il est impressionné par les routes bien pavées et les ponts de la route côtière du Fujian, construits avec d'énormes pierres.
Pereira est surpris que le mot "Chine", que les Portugais avaient appris en Asie du Sud et du Sud-Est, ne soit pas connu en Chine, et est curieux de savoir comment les Chinois appellent leur pays et eux-mêmes. Il obtient la réponse que "tout le pays s'appelle Tamen " (c'est-à-dire Da Ming ), et ses habitants, Tamenjins (c'est-à-dire Da Ming ren, 大明人, "le peuple des Grands Ming").

### Description du système judiciaire.
En raison des circonstances particulières du séjour de Pereira en Chine, il n'est pas surprenant qu'une partie importante du récit de Galeote Pereira traite des tribunaux Ming  et des prisons.

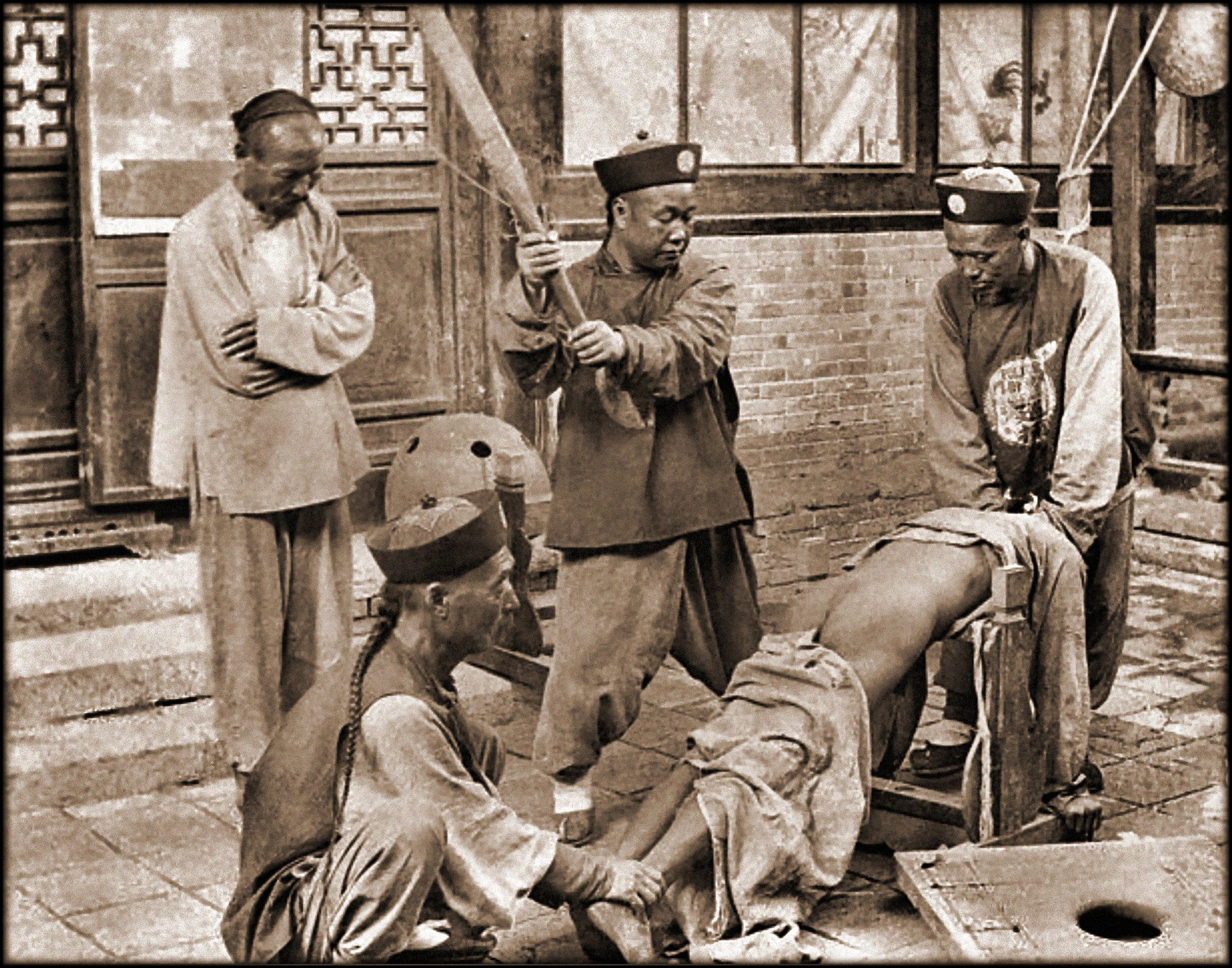
Châtiment corporel en Chine, photo prise en 1900.

Il a décrit les dures conditions à l'intérieur des prisons de l'époque, ainsi que la pratique des châtiments corporels :
"Leurs fouets sont des bambous, fendus au milieu, de telle sorte qu'ils semblent plutôt simples que tranchants. Celui qui doit être fouetté est couché à terre. Sur ses cuisses, le bourreau porte des coups puissamment avec ces bambous, que les spectateurs tremblent devant leur cruauté. Dix coups font couler beaucoup de sang, vingt ou trente gâtent la chair en tout, cinquante ou soixante mettront longtemps à guérir, et s'ils arrivent au nombre de cent, alors ils sont incurables - et ils sont donnés à quiconque n'a rien de quoi soudoyer ces bourreaux qui les administrent.",

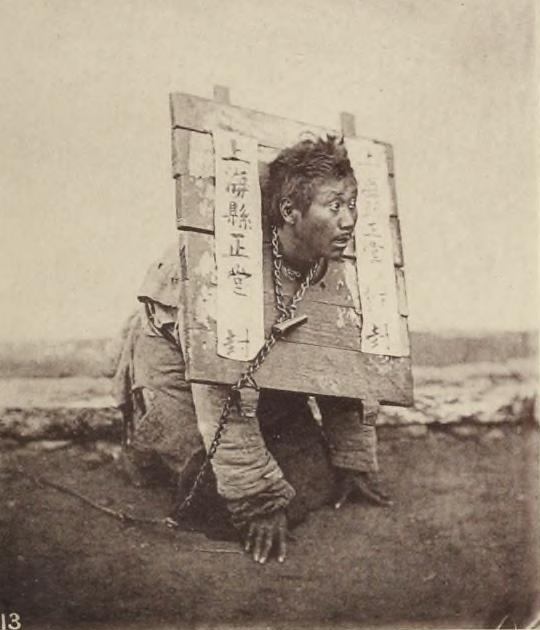
Prisonnier chinois, avec une cangue autour en 1870

Galeote Pereira est l'un des premiers Européens à décrire la cangue, un supplice chinois où le condamné porte un large collier de bois.
"...ils lui ont jeté les fers aux pieds et aux mains et après cela une planche autour du cou. ... Sur cette planche qui tombe vers l'avant, sa condamnation est écrite en grosses lettres...
Et c'est ainsi que cette tablette est un grand tourment, parce qu'un homme ne peut ni dormir ni manger, parce que ses mains sont sous la planche avec des menottes aux mains, et qu'il n'y a aucun moyen de vivre."- Quelques choses connues de Chine, Galeote Pereira.

Malgré la sévérité de ses peines, Pereira vante l'impartialité du système judiciaire Ming. Les accusations de deux notables n'ont pas suffi à faire des marchands portugais des pirates :
"Car partout où, dans une ville de la chrétienté, on accuserait des inconnus comme nous, je ne sais quelle fin auraient ces innocents ; mais nous, dans un pays païen, ayant pour ennemis deux des plus grands hommes de toute la ville, manquant d'interprète, ignorant la langue de ce pays, nous avons fini par voir nos grands adversaires jetés en prison , privés de leurs fonctions et honneurs pour ne pas avoir rendu justice. Et  selon la rumeur il n'échapperont pas à la mort, car ils seront décapités. Voyez maintenant si [les Ming] rendent justice ou non." ,

### La religion

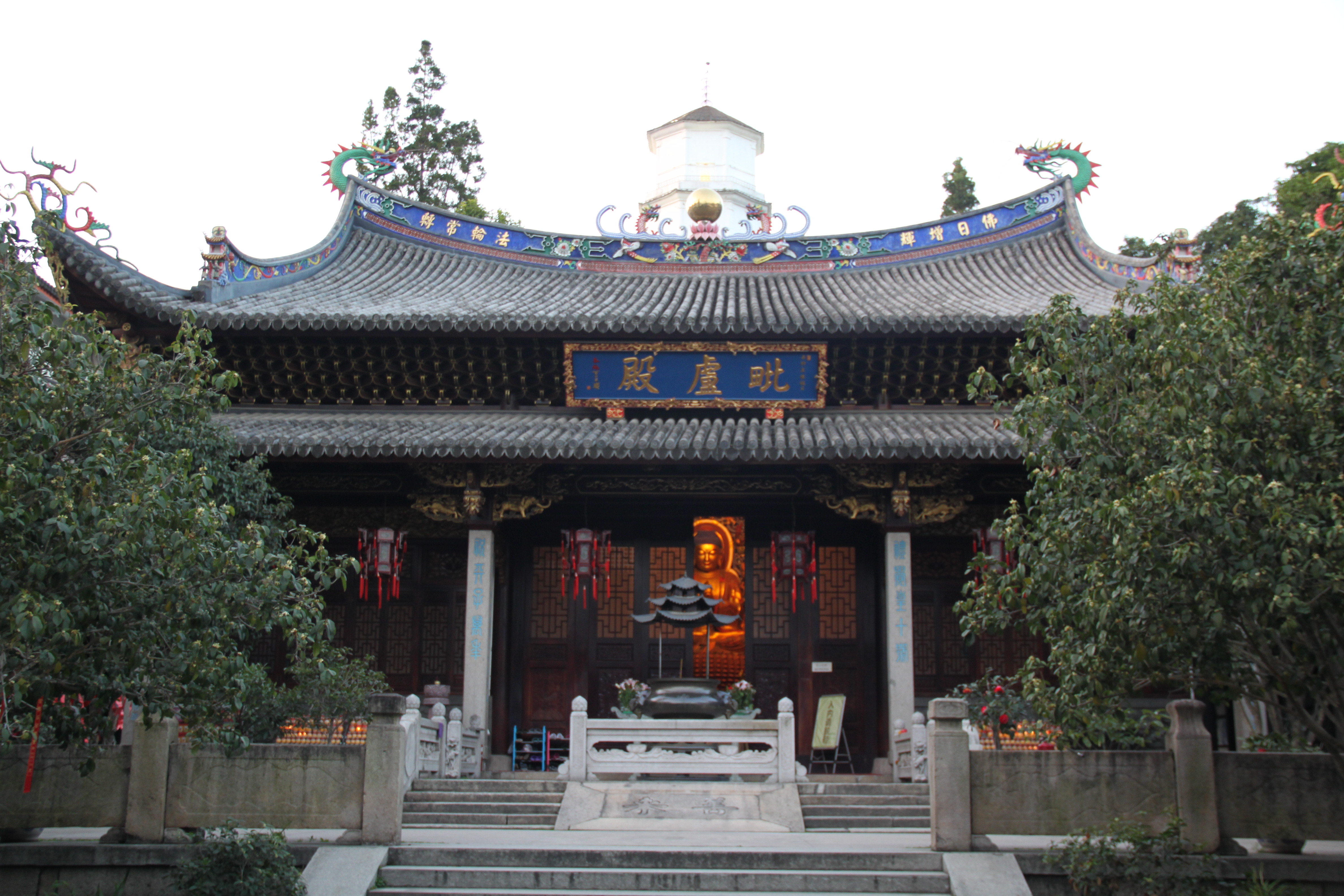
Pagode de Fuzhou

L'œuvre de Pereira s'attarde moins sur les questions religieuses que les derniers livres de missionnaires chrétiens  (tels que Gaspar da Cruz, Martín de Rada ou Matteo Ricci ); néanmoins, il donne encore un bref compte rendu des pratiques religieuses des peuples Han et Hui. Il note que les gens se réfèrent au pouvoir divin suprême en tant que "Ciel", expliquant que "comme nous avons l'habitude de dire" Dieu le sait ", ils disent donc à chaque mot Tien xautee, c'est-à-dire" Les cieux font, sachez le'". Il s'est rendu compte au moins qu'il existe plusieurs types de temples, et la divinité vénérée dans certains d'entre eux est appelée Omithofom ( Āmítuó Fó, ou bouddha) 
Pereira considère que les musulmans du Fujian sont presque entièrement assimilés au courant dominant chinois. Selon lui, ils « savaient si peu de choses sur leur secte, qu'ils ne pouvaient rien dire d'autre que 'Mahomet était Maure, mon père était Maure, et je suis Maure', avec quelques autres mots de leur Coran, avec quoi et en s'abstenant de la chair de porc, ils vivent jusqu'à ce que le diable les prenne tous". (" Maures " ( portugais : Mouros   ) était à l'époque un nom courant des Portugais afin de désigner un musulman). Il dit qu'il y avait plus de 200 musulmans dans une ville du Guangxi qu'il a visitée , tous assistant aux prières du vendredi dans leurs mosquées. Il pense cependant que "cela ne durera plus", car si l'ancienne génération est toujours observatrice et se souvient de son ancienne patrie à Çamarquão ( Samarcande ), "leur postérité est si confuse, qu'ils n'ont rien d'un Maure en eux, sauf s'abstenir de viande de porc, et encore beaucoup d'entre eux en mangent en privé".

### Autres éléments notables du récit de Pereira
Comme Gaspar da Cruz quelques années plus tard, Pereira est consterné par la prévalence et l'acceptation commune des liaisons homosexuelles :
Le plus grand défaut qu'on leur trouve, c'est la sodomie, vice très commun chez les plus pauvres, et en rien étrange chez les notables.
Marco Polo, lui aussi, avait trouvé la pratique tout aussi répandue et acceptée sous les Yuan dirigés par les Mongols.
Mais aussi comme Polo, Pereira a des lacunes surprenantes : il ne fait aucune référence à la pratique répandue et coutumière du bandage des pieds. Il ne mentionne pas non plus l'utilisation de l'herbe Camellia sinensis (thé), ni le caractère unique du système d'écriture de l'Empire ni sur l'utilisation de l'Imprimerie.

### Influence du récit de Pereira
L'oeuvre de Galeote Pereira à largement influencé le livre  Histoire du Grand et Puissant Royaume de Chine et de sa situation (1585) de Juan González de Mendoza, qui allait devenir le livre le plus important d'Europe sur la Chine pendant les trois décennies suivantes.
Le livre Peregrinação ("Pèlerinage", 1614) de Fernão Mendes Pinto doit aussi beaucoup au livre de Pereira.

## Héritage
Le film thaïlandais de langue anglaise de 2005 The King Maker montre un personnage similaire à Galeote Pereira. Bien que le personnage s'appelle Fernando De Gama, il est connu comme un soldat de fortune portugais aidant à défendre le royaume siamois d'Ayutthaya où se déroulle l'action du film.